# Noise Khanyile
Noise Khanyile & the Jo'burg City Stars fue una agrupación de pop rock e indie rock de Johannesburgo (Sudáfrica) que fue producida por Lloyd Ross y lanzada por Shifty Music ZA, siendo aclamada por diversos académicos, entre los que se encuentran al musicólogo John Storm Roberts.
Su música presenta una multiplicidad de sonidos sofisticados inspirados en la música Zulú, y que puede ser apreciado en su álbum Art of Noise de 1989 (republicado por Globe Style records en 2001), aunque también se esgrime que su estilo puede ser asociado al subgénero "township jive" o simplemente al "jive".